# Mellandammen, Västmanland
Mellandammen är en sjö i Sala kommun i Västmanland och ingår i Norrströms huvudavrinningsområde. Sjön har en area på 0,0886 kvadratkilometer och ligger 66 meter över havet. Mellandammen ligger i Salakalken Natura 2000-område.

## Delavrinningsområde
Mellandammen ingår i det delavrinningsområde (664862-154181) som SMHI kallar för Utloppet av Långforsen. Medelhöjden är 76 meter över havet och ytan är 20,47 kvadratkilometer. Räknas de 7 avrinningsområdena uppströms in blir den ackumulerade arean 84,64 kvadratkilometer. Skvalån som avvattnar avrinningsområdet har biflödesordning 3, vilket innebär att vattnet flödar genom totalt 3 vattendrag innan det når havet efter 141 kilometer. Avrinningsområdet består mestadels av skog (65 procent). Avrinningsområdet har 2,12 kvadratkilometer vattenytor vilket ger det en sjöprocent på 10,4 procent. Bebyggelsen i området täcker en yta av 2,6 kvadratkilometer eller 13 procent av avrinningsområdet.